# Diamant (album de Keen'V)
Pour les articles homonymes, voir Diamant (homonymie).
Albums de Keen'V
Rêver
(2021) Équilibre
(2023)
Diamant est le dixième album de Keen'V sorti le 8 juillet 2022. L'album est composé de 19 titres.

## Liste des pistes
| 1.    | Outété                                         | 3:05 |
| 2.    | Je t'aime tellement (avec Dely Kate)           | 2:51 |
| 3.    | La roue tourne                                 | 2:51 |
| 4.    | On verra                                       | 2:48 |
| 5.    | Diamantele (avec Luis Gabriel)                 | 3:04 |
| 6.    | Ne pars pas                                    | 2:33 |
| 7.    | Je te choisirai encore (avec Lorelei B)        | 2:53 |
| 8.    | Viens danser                                   | 2:44 |
| 9.    | Pour toujours                                  | 2:50 |
| 10.   | Tout donner (avec Alexy Large)                 | 3:03 |
| 11.   | Pas papa                                       | 2:33 |
| 12.   | Allez on verra bien (avec Irina Rimes)         | 2:49 |
| 13.   | Liberté                                        | 2:44 |
| 14.   | Les femmes                                     | 2:57 |
| 15.   | La vie est cool (avec Otantik Soul & DJ Nasty) | 3:27 |
| 16.   | Malsaine                                       | 2:35 |
| 17.   | Le cœur à la fête (avec Ben'Do)                | 2:49 |
| 18.   | Sûr de moi                                     | 2:33 |
| 19.   | Affaire classée                                | 2:45 |
| 53:54 |                                                |      |

## Clips vidéos
- Affaire classée : 26 octobre 2021
- Outété : 6 mai 2022
- Ne pars pas : 14 décembre 2022